# Subdivisão provincial
Uma subdivisão provincial (Chinês simplificado: 副省级行政区; Chinês tradicional: 副省級行政區; pinyin: fùshĕngjí xíngzhèngqū) (ou divisões vice-provinciais) na República popular da China é como uma prefeitura em nível de cidade que é governada por uma província, mas é administrada de forma independente em relação à economia e ao direito legal.
Subdivisões provinciais, semelhante a divisões em nível de prefeitura, uma unidade administrativa constituída, normalmente, de uma  área urbana principal central, e muito de uma grande parte das  áreas rurais envolvendo a área que contém muitas pequenas cidades, vilas e aldeias.
O presidente da câmara ou prefeito de uma subdivisão provincial é igual em status ao vice-governador de uma província. Seu status é inferior aos das municipalidades, que são independentes e equivalentes às províncias, mas acima de outras divisões normais de nível de prefeitura, que são completamente governadas por suas províncias. No entanto, elas são marcadas da mesma forma que outras capitais provinciais (ou prefeitura no nível de cidade, se não capital provincial) em quase todos os mapas.

## Mapa de cidades do nível subprovincial na China
|  |

### Municipalidades subprovinciais
Os 16 municípios originais foram renomeados como municipalidades subprovinciais, em 25 de fevereiro de 1994, pela Comissão de Organização Central retirada das prefeituras com nível de municipalidade. Elas são principalmente as capitais das províncias em que elas estão localizadas.
Atualmente, existem 15 municipalidades subprovinciais depois de que Chongqing foi designada como uma de controle direto:
| Nome da divisão | Chinês simplificado | Pinyin    | Província    | Abreviação | Região     | População (Censo 2010) | Data de designação | Subdivisão                                         |
| --------------- | ------------------- | --------- | ------------ | ---------- | ---------- | ---------------------- | ------------------ | -------------------------------------------------- |
| Changchun       | 长春市              | Chángchūn | Jilin        | 长         | Nordeste   | 7,677,089              | 1989-02-11         | 7 distritos, 2 municípios do condado & 1 condados  |
| Chengdu         | 成都市              | Chéngdū   | Sichuan      | 蓉         | Sudoeste   | 14,047,625             | 1989-02-11         | 11 distritos, 4 municípios do condado & 5 condados |
| Dalian          | 大连市              | Dàlián    | Liaoning     | 连         | Nordeste   | 6,690,432              | 1984-07-13         | 7 distritos, 2 municípios do condado & 1 município |
| Guangzhou       | 广州市              | Guǎngzhōu | Guangdong    | 穗         | Centro sul | 12,700,800             | 1984-10-05         | 11 distritos                                       |
| Hangzhou        | 杭州市              | Hángzhōu  | Zhejiang     | 杭         | Leste      | 8,700,400              | 1994-02-25         | 10 distritos, 1 municípios do condado & 2 condados |
| Harbin          | 哈尔滨市            | Hā'ěrbīn  | Heilongjiang | 哈         | Nordeste   | 10,635,971             | 1984-10-05         | 9 distritos, 2 municípios do condado & 7 condados  |
| Jinan           | 济南市              | Jǐnán     | Shandong     | 泉         | Leste      | 6,814,000              | 1994-02-25         | 7 distritos & 3 condados                           |
| Nanjing         | 南京市              | Nánjīng   | Jiangsu      | 宁         | Leste      | 8,001,680              | 1989-02-11         | 11 distritos                                       |
| Ningbo          | 宁波市              | Níngbō    | Zhejiang     | 甬         | Leste      | 7,605,689              | 1987-02-24         | 6 distritos, 2 municípios do condado & 2 condados  |
| Qingdao         | 青岛市              | Qīngdǎo   | Shandong     | 胶         | Leste      | 8,715,100              | 1986-10-15         | 7 distritos & 3 municípios do condado              |
| Shenyang        | 沈阳市              | Shěnyáng  | Liaoning     | 沈         | Nordeste   | 8,106,171              | 1984-07-11         | 10 distritos, 1 municípios do condado & 2 condados |
| Shenzhen        | 深圳市              | Shēnzhèn  | Guangdong    | 深         | Centro sul | 10,357,938             | 1988-10-03         | 8 distritos (4 distritos novos)                    |
| Wuhan           | 武汉市              | Wǔhàn     | Hubei        | 汉         | Centro sul | 9,785,392              | 1984-05-21         | 13 distritos                                       |
| Xi'an           | 西安市              | Xī'ān     | Shaanxi      | 镐         | Nordeste   | 8,467,837              | 1984-10-05         | 11 distritos & 2 condados                          |
| Xiamen          | 厦门市              | Xiàmén    | Fujian       | 鹭         | Leste      | 3,531,347              | 1988-04-18         | 6 distritos                                        |

Chongqing , antigamente era uma sub-municipalidade provincial de Sichuan, até 14 de Março de 1997, quando foi elevada a  município independente, removendo-o completamente de Sichuan. Produção e Construção de Xinjiang do Corpo de fuzileiros também tem os poderes de uma sub-cidade províncial.
Chengdu é a maior subprovincia municipal; tem uma população superior ao do município independente de Tianjin, porém, tanto Harbin e Chengdu tem uma área maior que Tianjin.

### Novas áreas subprovinciais
São dados poderes subprovinciais também ao chefe da Nova Área Pudong de Xangai e da Nova Área Binhai de Tianjin, que é um condado com nível de distrito.
| Divisão de nome  | Chinês Simplificado | Hanyu Pinyin  | Município | Abreviatura | Região  | População (Censo De 2010) | Data de designação | Subdivisão                                                             |
| ---------------- | ------------------- | ------------- | --------- | ----------- | ------- | ------------------------- | ------------------ | ---------------------------------------------------------------------- |
| Nova área Binhai | 滨海新区            | Bīnhǎi Xīn Qū | Tianjin   | 滨          | Norte   | 2,482,065                 | 2009               | 19 Subdistritos e 7 cidades (11 zonas especiais no nível do município) |
| Nova área Pudong | 浦东新区            | Pǔdōng Xīn Qū | Xangai    | 浦          | Oriente | 5,044,430                 | 1992               | 13 Subdistritos e 25 cidades (6 zonas especiais no nível do município) |

### Prefeitura subprovincial autônoma
| Divisão de nome                 | Chinês Simplificado | Hanyu Pinyin          | Província | Abreviatura | Região   | População (Censo De 2010) | Data de designação | Subdivisão                                                                     |
| ------------------------------- | ------------------- | --------------------- | --------- | ----------- | -------- | ------------------------- | ------------------ | ------------------------------------------------------------------------------ |
| Ili Cazaque Prefeitura Autônoma | 伊犁哈萨克自治州    | Yīlí Hāsàkè Zìzhìzhōu | Xinjiang  | 伊犁        | Noroeste | 4,305,119                 | 1979               | (2 prefeituras) 5 condado de cidades, de 17 municípios e 2 distritos autónomos |

## Conferência Municipal Subprovincial
A Conferência Conjunta Nacional do Comitê Permanente de Presidentes de Cidades Subprovinciais do Congresso do Povo (全国副省级城市人大常委会主任联席会议) é atendido por presidentes e vice-presidentes de todas as cidades subprovinciais. Foi proposto pelo Congresso Popular Municipal de Guangzhou em 1985.

### Conferências
1. Guangzhou (26 De Fevereiro – 4 De Março De 1985)
2. Harbin (27-31 De Agosto De 1985)
3. Wuhan (20 A 24 De Maio De 1986)
4. Dalian (De 10 A 14 De Agosto De 1987)
5. Xi'an (9 a 13 de setembro de 1988)
6. Shenyang (13-17 De Agosto De 1990)
7. Chongqing (22-26 De Novembro De 1991)
8. Qingdao (De 3 A 7 De Maio De 1992)
9. Shenzhen (25 A 28 De Outubro De 1993)
10. Nanjing (De 1 A 4 De Novembro De 1994)
11. Changchun (21 A 24 De Maio De 1995)
12. Hangzhou (20 A 24 De Outubro De 1996)
13. Jinan (19-25 De Outubro De 1997)
14. Xiamen (12 A 16 De Outubro De 1998)
15. Ningbo (17-20 De Outubro De 1999)
16. Chengdu (10-13 De Outubro De 2000)
17. Guangzhou (30 De Outubro – 3 De Novembro De 2001)
18. Harbin (De 23 A 26 De Julho De 2002)
19. Wuhan (8-12 De Outubro De 2003)
20. Shenyang (31 De Agosto A 6 De Setembro De 2004)
21. Qingdao (6-8 De Setembro De 2005)
22. Shenzhen (20-23 De Outubro De 2006)
23. Dalian (14 A 16 De Agosto De 2007)
24. Xi'an (13-16 de abril de 2009)
25. Nanjing (18 A 20 De Outubro De 2010)
26. Changchun (22 A 25 De Agosto De 2011)